# 우리는 한국인입니다
우리는 한국인입니다는 KBS 3라디오에서 방송했던 다문화 관련 프로그램이다.

## 역사
2009년 11월 1일 《지구촌, 우리는 한국인》으로 방송을 시작해, 2010년 4월 19일부터 "우리는 한국인입니다"로 제목을 변경하여 역대로 방송 분량과 진행자가 변경되어 방송됐으나, 2017년 3월 5일 방송을 마지막으로 8년만에 폐지되었다.

## 역대 방송시간
| 방송 채널   | 방송 기간                          | 방송 시간                                                     | 제목                  |
| ----------- | ---------------------------------- | ------------------------------------------------------------- | --------------------- |
| KBS 3라디오 | 2009년 11월 1일 ~ 2010년 4월 18일  | 매주 일요일 오전 11:00 ~ 오전 11:40                           | 지구촌, 우리는 한국인 |
| KBS 3라디오 | 2010년 4월 19일 ~ 2011년 11월 5일  | 월~토요일 오후 3:00 ~ 오후 4:00                               | 우리는 한국인입니다   |
| KBS 3라디오 | 2011년 11월 7일 ~ 2013년 10월 27일 | 매일 오후 3:00 ~ 오후 4:00                                    | 우리는 한국인입니다   |
| KBS 3라디오 | 2013년 10월 28일 ~ 2017년 3월 5일  | 월~토요일 오후 3:00 ~ 오후 4:00, 일요일 오후 3:00 ~ 오후 3:30 | 우리는 한국인입니다   |

## 역대 진행자

### 지구촌, 우리는 한국인
- 2009년 11월 1일 ~ 2010년 4월 18일 : 박지현 아나운서

### 우리는 한국인입니다
- 2010년 4월 19일 ~ 2014년 9월 21일 : 박영주 아나운서
- 2014년 9월 22일 ~ 2014년 12월 31일 : 장수연 아나운서
- 2015년 1월 1일 ~ 2017년 3월 5일 : 성기영 아나운서